# Briolette dell'India
Il Briolette dell'India è un grande diamante di ben 90,38 carati, incolore, attualmente appartiene ad una collezione privata.
Questo diamante è una delle più antiche gemme conosciute, se le ricostruzioni storiche sono esatte, esso sarebbe addirittura il più antico diamante di cui si abbia una documentazione. Esso inoltre è probabilmente il più grande diamante tagliato con la particolare forma a briolette. 
Tra i primi proprietari pare vi fossero la celebre regina Eleonora d'Aquitania e suo marito Enrico II d'Inghilterra sovrani Plantageneti del XII secolo e successivamente fu posseduta dal loro figlio, il famoso Riccardo Cuordileone, che portò il Briolette con sé durante le Crociate, quando fu costretto a venderlo per riscattarsi dalla sua prigionia. La gemma riapparve poi nella storia nel corso del XVI secolo, quando Enrico II di Francia lo donò alla sua amante, la bellissima ed influente Diana di Poitiers. Quando Enrico però morì, la regina e moglie tradita, la vendicativa Caterina de Medici, costrinse Diana a riconsegnarle tutti i gioielli donati dal marito e tra questi vi doveva essere il famoso diamante.
Dopo il Rinascimento il Briolette non fu più documentato per diversi secoli, finché nel 1950 non ricomparve, quando venne venduto da un Maharajah indiano al gioielliere statunitense Harry Winston. Egli lo vendette nel 1970 ad una famiglia europea che volle mantenere l'anonimato.